# Liste der Nummer-eins-Hits in Tschechien (2010)
Diese Liste enthält alle Nummer-eins-Hits in Tschechien im Jahr 2010. Es gab in diesem Jahr 17 Nummer-eins-Singles und 16 Nummer-eins-Alben.
| Singles | Alben |
| --- | --- |
| - David Guetta feat. Akon – Sexy Bitch - 5 Wochen (12. Dezember 2009 – 15. Januar 2010, insgesamt 6 Wochen; → 2009) - Pitbull – Hotel Room Service - 2 Wochen (16. Januar – 29. Januar) - Lady Gaga – Bad Romance - 2 Wochen (30. Januar – 12. Februar, insgesamt 3 Wochen) - Jay-Z feat. Alicia Keys – Empire State of Mind - 1 Woche (13. Februar – 19. Februar, insgesamt 3 Wochen) - Rihanna – Russian Roulette - 1 Woche (20. Februar – 26. Februar) - Tina & Rytmus – Príbeh - 2 Wochen (27. Februar – 12. März) - Jay-Z feat. Alicia Keys – Empire State of Mind - 2 Wochen (13. März – 26. März, insgesamt 3 Wochen) - Lady Gaga – Bad Romance - 1 Woche (27. März – 2. April, insgesamt 3 Wochen) - Edward Maya & Vika Jigulina – Stereo Love - 9 Wochen (3. April – 4. Juni, insgesamt 10 Wochen) - Stromae – Alors on danse - 1 Woche (5. Juni – 11. Juni, insgesamt 5 Wochen) - Timbaland feat. Katy Perry – If We Ever Meet Again - 1 Woche (12. Juni – 18. Juni) - Stromae – Alors on danse - 2 Wochen (19. Juni – 2. Juli, insgesamt 5 Wochen) - Edward Maya & Vika Jigulina – Stereo Love - 1 Woche (3. Juli – 9. Juli, insgesamt 10 Wochen) - Stromae – Alors on danse - 1 Woche (10. Juli – 16. Juli, insgesamt 5 Wochen) - Get Far – The Radio - 1 Woche (17. Juli – 23. Juli, insgesamt 2 Wochen) - Stromae – Alors on danse - 1 Woche (24. Juli – 30. Juli) - Yolanda Be Cool feat. DCUP – We No Speak Americano - 1 Woche (31. Juli – 6. August, insgesamt 5 Wochen) - Get Far – Radio - 1 Woche (7. August – 13. August, insgesamt 2 Wochen) - Xindl X feat. Olga Lounová – Láska v housce - 1 Woche (14. August – 20. August) - Lady Gaga – Alejandro - 1 Woche (21. August – 27. August) - Yolanda Be Cool feat. DCup – We No Speak Americano - 3 Wochen (28. August – 17. September, insgesamt 5 Wochen) - Shakira feat. Freshlyground – Waka Waka (This Time for Africa) - 1 Woche (18. September – 24. September, insgesamt 7 Wochen) - Yolanda Be Cool feat. DCup – We No Speak Americano - 1 Woche (25. September – 1. Oktober, insgesamt 5 Wochen) - Shakira feat. Freshlyground – Waka Waka (This Time for Africa) - 4 Wochen (2. Oktober – 29. Oktober, insgesamt 7 Wochen) - Velile feat. Safri Duo – Helele - 1 Woche (30. Oktober – 5. November, insgesamt 3 Wochen) - Shakira feat. Freshlyground – Waka Waka (This Time for Africa) - 2 Wochen (6. November – 19. November, insgesamt 7 Wochen) - B.o.B feat. Hayley Williams – Airplanes - 1 Woche (20. November – 26. November, insgesamt 3 Wochen) - Velile feat. Safri Duo – Helele - 1 Woche (27. November – 3. Dezember, insgesamt 3 Wochen) - Pink – Raise Your Glass - 1 Woche (4. Dezember – 10. Dezember) - B.o.B. feat. Hayley Williams – Airplanes - 2 Wochen (11. Dezember – 24. Dezember, insgesamt 3 Wochen) - Velile feat. Safri Duo – Helele - 1 Woche (25. Dezember – 31. Dezember, insgesamt 3 Wochen) | - Kabát – Po čertech velkej koncert - 7 Wochen (28. November 2009 – 15. Januar 2010) - Kryštof – Jeviště - 5 Wochen (16. Januar – 19. Februar) - Sade – Soldier of Love - 2 Wochen (20. Februar – 5. März) - Petr Kalandra & A.S.P.M. – 1982–1990 - 1 Woche (6. März – 12. März) - Tři sestry – Lázničky - 1 Woche (13. März – 19. März) - Pavel Bobek – Víc nehledám ... - 1 Woche (20. März – 26. März, insgesamt 3 Wochen) - Radůza – Miluju vás - 4 Wochen (27. März – 23. April) - Pavel Bobek – Víc nehledám ... - 2 Wochen (24. April – 7. Mai, insgesamt 3 Wochen) - Richard Müller – Už - 2 Wochen (8. Mai – 21. Mai, insgesamt 9 Wochen) - Petr Muk – V bludišti dnů - 2 Wochen (22. Mai – 4. Juni) - Richard Müller – Už - 2 Wochen (5. Juni – 18. Juni, insgesamt 9 Wochen) - Martin Chodúr – Let's Celebrate - 3 Wochen (19. Juni – 9. Juli) - Richard Müller – Už - 5 Wochen (10. Juli – 13. August, insgesamt 9 Wochen) - Iron Maiden – The Final Frontier - 4 Wochen (14. August – 10. September) - Linkin Park – A Thousand Suns - 1 Woche (11. September – 17. September) - Chinaski – Není na co čekat - 3 Wochen (18. September – 8. Oktober) - Hana Hegerová – Mlýnské kolo v srdci mém - 4 Wochen (9. Oktober – 5. November) - Lucie Bílá – Bílé Vánoce - 4 Wochen (6. November – 3. Dezember) - Kabát – Banditi di Praga - 10 Wochen (4. Dezember 2010 – 11. Februar 2011) |